# Arroio do Sal
Arroio do Sal este un oraș în Rio Grande do Sul (RS), Brazilia. 